# L'uomo della sabbia
L'uomo della sabbia (Der Sandmann) è un racconto di E.T.A. Hoffmann del 1815, inserito nella raccolta Notturni. È un racconto complesso che affronta innanzitutto il tema dell'ambiguità e, tratto tipicamente romantico, indaga l'immaginario dell'automa.
Tra le opere più angosciose di Hoffmann, L’uomo della sabbia descrive con tocchi magistrali la regressione psicologica che riporta in vita gli incubi infantili del protagonista, inoltrandosi negli aspetti più reconditi e contorti della psiche umana e nelle manifestazioni oniriche dell'inconscio.
La storia, inoltre, riesce a far insorgere nel lettore il sentimento del sinistro, ed è infatti portato ad esempio nel saggio Il perturbante di Sigmund Freud.

## Trama
Il racconto inizia in forma epistolare. Nella prima lettera inviata dal protagonista, Nathanael, all'amico Lotario (che egli però indirizza erroneamente a Clara, sorella di quest'ultimo e sua fidanzata) veniamo a conoscenza di alcuni fatti legati all'infanzia del giovane studente universitario. Nathanael ricorda infatti come la madre, in alcune circostanze, fosse solita convincere lui e i suoi fratelli ad andare a letto ricorrendo alla favolosa minaccia della venuta dell'uomo della sabbia, un mostro che avrebbe cavato gli occhi ai bambini che si rifiutavano di dormire e che li avrebbe poi dati in pasto ai suoi figli, creature dotate di becchi ricurvi come quelli dei gufi.
L'immaginario del bambino è fortemente colpito da questa figura, poiché nelle notti in cui la madre gli raccontava questa storia egli sentiva realmente un rumore di passi sulle scale della sua abitazione. Una sera, incuriosito ma anche intimorito, Nathanael si nasconde nello studio del padre per aspettare l'arrivo dell'uomo della sabbia. Giunge però l'avvocato Coppelius, un amico dei genitori che ai bambini risultava particolarmente sgradevole a causa del suo aspetto e delle sue maniere. Il padre e l'avvocato, inoltre, durante queste visite, si dedicavano ad esperimenti di natura alchemica.

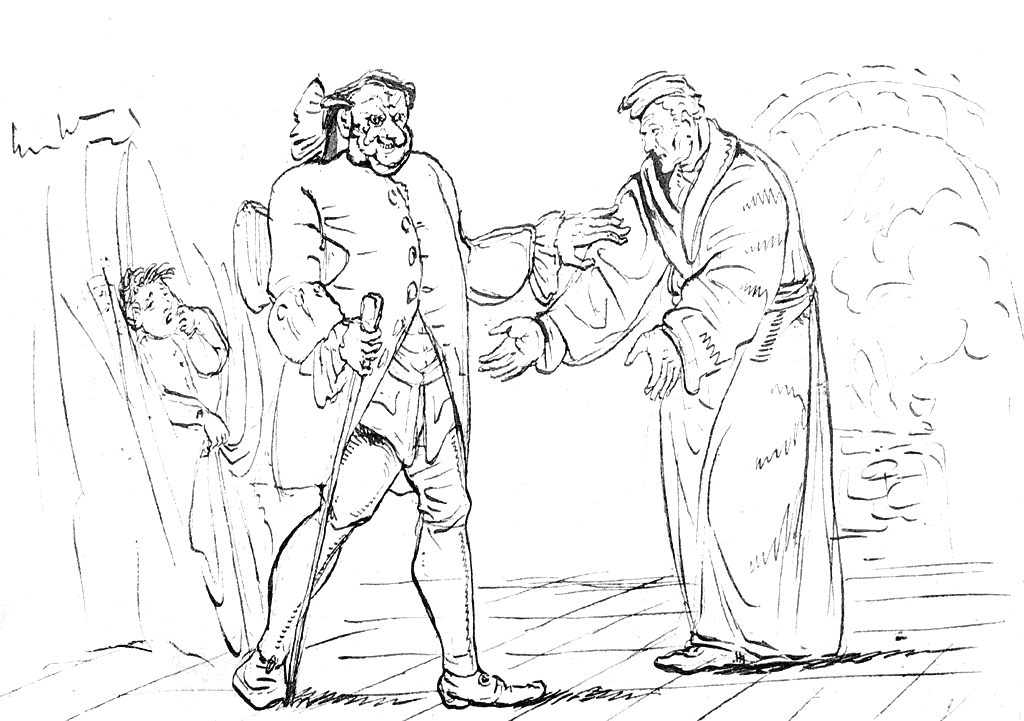
Nathanael, Coppelius e il padre di Nathanael in un disegno a penna di E. T. A. Hoffmann per il suo racconto L'uomo della sabbia.

Una sera, il ragazzino viene scoperto nel suo nascondiglio e minacciato da Coppelius, che lo terrorizza con la sua volontà di cavargli gli occhi, cosa che rinforza ancora di più nella mente di Nathanael l'identificazione dell'avvocato con l'uomo della sabbia. Turbato dall'accaduto, il bambino sviene ed è costretto malato a letto per quasi un mese e poco dopo la sua guarigione, durante un'altra visita di quello che lui ormai considera un mostro, il padre muore in circostanze misteriose. Da quel giorno, l'avvocato Coppelius sparisce dalla città e dalla sua vita.
Nella lettera a Lotario, Nathanael riporta alla luce questi ricordi poiché confessa all'amico di essere convinto di aver incontrato nuovamente Coppelius il quale però, nella città di G. dove il giovane soggiorna per motivi di studio, si spaccia per un ottico piemontese di nome Giuseppe Coppola. I dubbi del ragazzo circa la vera identità dell'uomo vengono in parte fugati dall'assicurazione del professor Spalanzani, che dichiara di conoscere l'ambulante da molti anni, da quando entrambi vivevano in Italia.
A questo punto della storia termina la narrazione in forma epistolare, per passare ad un narratore esterno, il quale ci racconta lo svolgimento dell'intera vicenda. Dopo lo scambio di lettere tra Nathanael e Lotario, il primo torna a casa per un breve periodo dall'amico e dalla fidanzata Clara, ragazza affettuosa ed estremamente pratica, che gli fanno momentaneamente dimenticare l'accaduto e lo tranquillizzano circa la connessione tra l'odiato Coppelius e il commerciante italiano.
Al termine del soggiorno, però, Nathanael torna a G. e scopre che la sua abitazione è rimasta gravemente danneggiata in un incendio e che gli amici gli hanno trovato un'altra sistemazione nel palazzo di fronte alla casa di Spalanzani. Qui il ragazzo riceve la sgradita visita di Giuseppe Coppola e, per farlo andare via più velocemente possibile e, ricordandosi delle discussioni con Clara e Lotario, compra da quest'ultimo un piccolo binocolo. Usandolo, vede che nella casa del professore si trova una bellissima ragazza, che lui presume essere la figlia di Spalanzani, Olimpia.
Durante un ballo in casa del professore egli finalmente la incontra e, ancora una volta, la osserva attraverso il binocolo di Coppola mentre la ragazza sta dando un breve concerto al pianoforte per gli invitati. Nathanael si innamora perdutamente di lei e comincia a frequentarla assiduamente, non tenendo conto dei giudizi dei suoi compagni di studi, che la reputano una "bambola" e una "faccia di cera".
Un giorno egli si reca in visita a casa del professore e trova l'uomo e Coppola che si contendono ferocemente Olimpia strattonandola, uno per i piedi e l'altro per le braccia. Nathanael guarda l'innamorata e si rende conto con orrore che questa ha le cavità orbitali vuote e che i suoi occhi giacciono sul pavimento. Dopo la colluttazione, Coppola fugge con Olimpia in spalla e, disperato, il professor Spalanzani rivela al giovane che Olimpia non era sua figlia bensì un automa, e che Coppelius gliel'ha rubata.
A sentire il nome dell'uomo tanto odiato e rendendosi conto di aver nutrito dei giusti sospetti fin dall'inizio, il ragazzo impazzisce e viene prima ricoverato in manicomio e, in seguito, passa la convalescenza a casa, circondato dalle amorevoli cure dei familiari, di Clara e Lotario.
Completamente guarito, Nathanael si trova un giorno a fare una passeggiata con Clara, la quale gli propone di osservare la città dall'alto di una torre. I due salgono, mentre Lotario li aspetta nella piazza. Sulla torre, Nathanael usa nuovamente il binocolo di Coppola/Coppelius e ancora una volta impazzisce, scambiando anche Clara per un automa e cercando di ucciderla lanciandola nel vuoto. Accorre Lotario a salvare la giovane facendola fuggire nella piazza e osservando, tra la gente, la follia di Nathanael. Tra la folla, però, si trova anche Coppelius, il quale funestamente presagisce che non ci sarà bisogno di far scendere Nathanael poiché lo farà lui stesso. Pochi attimi dopo, infatti, il giovane si butta dalla torre e muore, mentre l'ambiguo personaggio scompare tra le persone accorse ad assistere al dramma.

## Opere derivate

### Musica
L'uomo della sabbia ha ispirato il I atto dell'opera I racconti di Hoffmann di Jacques Offenbach e il balletto Coppélia di Arthur Saint-Léon, con la musica di Léo Delibes.

### Cinema
Il cortometraggio d'animazione a passo uno The Sandman, candidato al Premio Oscar di categoria nel 1993, è ispirato alla figura dell'Uomo della Sabbia così come viene descritto nel racconto di Hoffmann.

### Televisione
Il racconto di Hoffmann viene adattato, molto fedelmente, nel 1981 all'interno della serie RAI I giochi del diavolo, nell'omonimo episodio (L'uomo della sabbia) diretto dal regista Giulio Questi.

### Teatro
Dal racconto è stato tratto spunto per una rappresentazione teatrale, prodotta dall'ERT e andata in scena a partire dal 2011.

## Edizioni
- L'uomo della sabbia e altri racconti, traduzione di Ervino Pocar, Rizzoli, Milano, 1950.
- Racconti, traduzione di Ferruccio Masini, De Agostini, Novara, 1963.
- Romanzi e racconti, 3 voll., introduzione e nota bio-bibliografica di Claudio Magris, traduzioni di Carlo Pinelli, Alberto Spaini, Giorgio Vigolo, Einaudi, Torino, 1969.
- Racconti, traduzione di Barbara Allason, UTET, Torino, 1981.
- Ernst Theodor Amadeus Hoffmann, L'uomo della sabbia e altri racconti, traduzione di Gerardo Fraccari, Oscar classici, Arnoldo Mondadori Editore, 1987,  p. 209, ISBN 88-04-29730-1, ..
- L'uomo della sabbia e altri racconti, traduzione di Franca Quartapelle, Firenze, 1992.
- Racconti notturni, a cura di Claudio Magris, traduzioni di Carlo Pinelli e Alberto Spaini, Einaudi, Torino, 1994.
- Notturni, traduzione e cura di Matteo Galli, Collana Hoffmanniana n.1, L'orma editore, Roma, 2013.

## Saggi critici
- R. Maletta, Der Sandmann di E. T. A. Hoffmann. Per una lettura psicoanalitica, CUEM, Milano, 2003.